# Municipio de Wilcox (Kansas)
El municipio de Wilcox (en inglés: Wilcox Township) es un municipio ubicado en el condado de Trego en el estado estadounidense de Kansas. En el año 2010 tenía una población de 73 habitantes y una densidad poblacional de 0,24 personas por km².

## Geografía
El municipio de Wilcox se encuentra ubicado en las coordenadas 38°46′12″N 99°52′46″O / 38.77000, -99.87944. Según la Oficina del Censo de los Estados Unidos, el municipio tiene una superficie total de 310.23 km², de la cual 298,61 km² corresponden a tierra firme y (3,75 %) 11,62 km² es agua.

## Demografía
Según el censo de 2010, había 73 personas residiendo en el municipio de Wilcox. La densidad de población era de 0,24 hab./km². De los 73 habitantes, el municipio de Wilcox estaba compuesto por el 98,63 % blancos, el 1,37 % eran asiáticos. Del total de la población el 4,11 % eran hispanos o latinos de cualquier raza.